# گرسنه بمان
گرسنه بمان (به انگلیسی: Stay Hungry) فیلمی به کارگردانی باب رافلسون، نویسندگی چارلز گاینس و باب رافلسون و تهیه‌کنندگی هارولد شنیدر و باب رافلسون محصول سال ۱۹۷۶ میلادی است.